# André Rey (football)
Pour les articles homonymes, voir André Rey et Rey.
André Rey, né le 22 janvier 1948 à Strasbourg, est un footballeur international français évoluant au poste de gardien de but.

## Biographie
Rey joue au football dans son Alsace natale à l'USL Duppigheim. Il signe un premier contrat professionnel au Racing Club de Strasbourg en 1969. Mais il ne parvient pas à s'imposer en équipe première au RCS devenu RPSM.
En 1974, il est prêté au club voisin du FC Metz qui vient de perdre ses deux gardiens sur blessures. À 28 ans, c'est l'éclatement de ce gardien sobre, complet, doté avec ses 1,88 m d'une envergure impressionnante pour les attaquants, qui se hisse en une saison au niveau des meilleurs. Le sélectionneur national Michel Hidalgo le convoque pour un match non officiel face à la Roumanie le 2 février 1977 avant de le lancer en sélection le 23 suivant en match amical face à la RFA, alors championne du monde en titre (1-0).  Rey devient le titulaire indiscutable en équipe de France A et participe entre autres à la mémorable victoire sur la Bulgarie (3-1), le 16 novembre 1977, qui qualifie les Bleus pour la Coupe du monde 1978 en Argentine.  Malheureusement, Rey se fracture le poignet à l'entraînement un mois avant le Mundial et se retrouve ainsi écarté de la liste des sélectionnés pour le tournoi. C'est Jean-Paul Bertrand-Demanes qui gardera le but français en Argentine sans vraiment convaincre.
Remis de sa blessure, Rey retrouve sa place de titulaire chez les Bleus pour les éliminatoires de l'Euro 1980 le temps d'un seul match contre la Suède (2-2), où sa responsabilité est engagée sur l'égalisation suédoise à la dernière minute qui s'avérera par la suite synonyme de l'élimination française.  En baisse de forme avec son club, Rey se voit supplanté en équipe de France par Dominique Dropsy ; il y connaît sa dixième et dernière sélection en mai 1979 face aux États-Unis (6-0). Cette même année, il rejoint l'OGC Nice où il resta jusqu'en 1983 puis le FC Mulhouse et enfin le FC Yonnais où il achève sa carrière professionnelle en 1984.
Après sa carrière, il retourne en Alsace et rejoue en tant qu'amateur à l'ASE Ernolsheim-Bruche.